# F-22 Raptor (jogo eletrônico)
F-22 Raptor é um jogo de computador de simulação de combate aéreo lançado pela Novalogic em 1997, onde o jogador pilota um caça F-22 Raptor da Força Aérea dos Estados Unidos.
O jogo é baseado numa campanha individual dividido em vários missões. As campanhas se passam em guerras fictícias em Angola, Jordânia, Rússia, Colômbia e Irã.